# Кошутњак (Крагујевац)
Кошутњак је парк-шума на ободу Крагујевца. Налази се на самом ободу града, око 3 km удаљена од централне градске зоне. Некада је била омиљено излетиште Крагујевчана, али је данас прилично запуштена. У надлежности је Јавног предузећа Србијашуме. До Кошутњака води неколико градских аутобуских линија. На простору парк-шуме налази се стадион Фудбалског клуба Кошутњак и чувена чувена Турска чесма, док су други објекти девастирани. Шума је површине око 100 ha и сматра се највећим „плућима града”.

## Историја
Крагујевачки Кошутњак је старији од београдског, а име је добио по ловишту Кошутњак које је у густој храстовој шуми кнез Милош направио за себе, јер су му у непосредној близини биле штале и обори. На територији Кошутњака налази се чувена Турска чесма. Некада се са овог извора град Крагујевац снабдевао водом за пиће. Назив Турска чесма остао је из времена турске власти, када је туда пролазио најкраћи пут од Јагодине до Крагујевца, а управо на тој чесми су се каравани одмарали. Не постоје подаци о томе када је подигнута, као ни да ли је одувек имала данашњи изглед, али су људи често одлазили до Турске чесме у шетњу или на излет.
Током 19. и почетком 20. века ово је било једно од омиљених крагујевачких излетишта. У Кошутњаку је организован Ђурђевдански уранак, недељом се долазило на излет, одржавали су се зборови и састанци. Године 1904. у Кошутњаку је први пут прослављен Први мај, а 1912. ту је одржан Конгрес трезвењачки младежи. Тридесетих година 20. века у Кошутњаку је организовано првенство Југославије у нордијском скијању. Покровитељ манифестације био је краљ Александар Карађорђевић.
Током Првог светског рата, 1916. године, аустроугарска војска посекла је целу шуму, као и много дрвећа дуж пута и пруге Крагујевац – Лапово и познати расадник Рогот у којем су се гајиле саднице за пошумљавање. Када су 1926. године поплочане крагујевачке улице, направљен је и пут за Кошутњак. Од центра града је постојао редовни фијакерски превоз, за који је била одређена фиксна цена.
Пиварско Брдо, парк на Илиној води и Кошутњак били су омиљена места Крагујевчана за пикник и одмор у природи и током 20. века. У периоду после Другог светског рата поново је вршено пошумљавање. Шума је била испресецана уређеним пешачким стазама, а у периоду после Другог светског рата саграђен је и мотел са бунгаловима, дечјим базеном и игралиштем. Постојао је и мини зоо врт са домаћим животињама. Са Кошутњачког виса, врха брда на коме се Кошутњак налази, организовани су школски кросеви са циљем на стадиону ФК Кошутњак.

## Девастација шуме
Данас је парк-шума Кошутњак прилично запуштена. Пешачке стазе су зарасле и једва се виде, а асфалт на прилазном путу је пропао. Мотел је затворен, а сви објекти у његовом саставу (главна зграда, башта ресторана, бунгалови) су пропали, као и базен и игралиште. На Турској чесми више нема воде, иако водена „жица“ потиче са Жежеља, а највероватније је пресечена изградњом неког бунара. Једини објекат који је опстао је стадион ФК Кошутњак. Урбана градска зона проширила се до Кошутњачког виса, па се тај део града данас зове Ново насеље.
О Кошутњаку воде бригу многа удружења и групе грађана, која често организују акције чишћења, али и пешачке туре.